# 引越革命
引越革命株式会社（ひっこしかくめい、HikkoshiKakumei, Inc.）は大阪府東大阪市に本社を置く、引越事業など運送事業を行う企業である。
埼玉県戸田市、神奈川県厚木市、千葉県千葉市にも支店を置いている。

## 概要
2000年に設立し引越サービスを開始した。
設立当初は引越サービスのみの展開だったが、現在では収納サービスやクリーニングサービスなどもおこなっている。独自の見積もり・受注システムを開発し特許を出願するなど業界初の取り組みにも力を入れている。
2017年には株式会社スマタイムを設立し、留学生や在日外国人向けの引越サービスなどを開始し、バイリンガルのコールセンターも運営している。
大阪エヴェッサのプレミアムスポンサーである。

## 沿革
- 2000年 - 東大阪市水走に本社を設立し引越サービスの提供を開始
- 2003年 - 単身のお客様向けの引越パックを開始。ホームページ www.2020.co.jp のドメインを取得しインターネットを中心としたマーケティングを開始
- 2004年 - 訪問営業のスタイルを廃止し、通販スタイルの実現に向けた取り組みを開始。関東支店を埼玉県戸田市に開設。見積システム×受注システムを独自に開発し業界初の特許を出願
- 2006年 - 中部支店を愛知県一宮市に開設
- 2009年 - 「引越革命」「ワンストップ引越」の商標を取得
- 2011年 - 発明の名称「引越し見積システム及びサーバ」の特許を取得
- 2012年 - 全車両にGPS、NAVI、車載器の搭載を完了。神奈川支店を神奈川県綾瀬市に開設
- 2013年 - 見込客管理から見積、契約から配車、当日の運行管理までを一元管理できる引越クラウドシステムを構築。400点超の家財リストから部屋の中にある荷物を立方メートル（m2）に換算する仕組みを確立。引越クラウドシステムと連携したコールセンターを大阪市中央区に開設
- 2014年 - 資本金19,000万に増資（資本準備金含む）東証上場企業の100%子会社となり経営体制、組織を刷新。WEB引受明細を導入しPC・スマホで申し込み内容を閲覧可能にしペーパーレス化を実現
- 2015年 - NAVITIMEと連動して車両の緯度経度情報から実車距離、移動時間をリアルタイムに算出する仕組みを開発。経営陣によるMBOにより上場連結子会社から独立会社になる。「TRAXI」の商標を取得。サービススタッフにアンドロイド端末を導入し引受書を電子化し、作業完了、料金の支払い承認もすべて端末内で完結
- 2016年 - 運転手付トラックの時間貸し、距離貸し業「TRAXI」のサービスを開始。MONOLESSの事業を譲り受けサービスを開始。引越事業の運営体制を刷新し、通販スタイルでSmartに引越を提供する「ラク越」としてリニューアルオープン。7月11日新事業の「TRAXI」と「MONOLESS」そして新しいスタイルの「ラク越」の3事業にて、Simple Lifeを応援するソリューションカンパニー引越革命株式会社に社名変更
- 2017年 - 留学生・在日外国人専門の引越（もの運び）サービススタート。株式会社スマタイムを設立。4か国語対応のコールセンターを大阪水走本社に開設。大阪高等学校体育連盟 バスケットボールの公式スポンサー
- 2018年
  - ジャパン・プロフェッショナル・バスケットボールリーグ（B.LEAGUE）大阪エヴェッサのプレミアムスポンサーになる。ホームアリーナの最前列に引越革命シートを設置（ネーミングライツを取得）。三井住友カードと提携、引越前に自身のスマホで引越料金が決済できる仕組みを独自に開発、導入。
  - 渋谷スクランブル交差点、JR大阪駅 BIG-VISIONにて年間CM放映開始
  - 東京都内、東急バス、都営バスや大阪市内の市バスの複数台をフルラッピング
  - 都営地下鉄大江戸線、大阪メトロ御堂筋線でも吊革ジャック、ステッカージャックなど。引越業界には珍しく広告出稿も積極的におこなっている
  - 2019年-近畿高等学校バスケットボール大会の公式特別協賛企業になる。
  - 千葉支店を千葉県千葉市に開設